# Злоба (деревня)
Злоба — деревня в Княжпогостском районе республики Коми в составе городского поселения Емва.

## География
Находится на левом берегу реки Вымь на расстоянии примерно 6 км на север-северо-запад по прямой от центра района города Емва.

## История
Упоминается с 1784 года как деревня с  5 дворами, 29 жителями. В 1918 в деревне жили 69 человек. В 1926 в Злобе было 13 дворов, 79 человек. В 1960-1980-е число обитателей уменьшилось. В 1970 тут жили 37 человек, в 1979 - 10 человек, в 1989 - 3 человека, в 1992 -также 3 человека. К.1995 деревня временно опустела.

## Население
Постоянное население составляло 6 человек (коми 67%, русские 33%) в 2002 году, 6 в 2010.